# Грийнсбъро
Грийнсбъро (на английски: Greensboro, [ɡɹiːnsbʌɹəʊ]) е град в Северна Каролина, Съединени американски щати, административен център на окръг Гилдфорд. С население 270 063 души (2010) градът е трети по големина в щата след Шарлът и Рали. Градът носи името на Натаниъл Грийн, генерал от Американската война за независимост.
В Грийнсбъро е роден писателят О.Хенри (1862 – 1910).